# 시편 82편
시편 82편은 82번째 시편이다. 성경의 그리스어 칠십인역과 라틴어 벌게이트 번역에서 사용되는 약간 다른 번호 체계에서 이 시편은 시편 81편이다. 라틴어에서는 "Deus stetit in synagoga deorum"으로 알려져 있다. 아삽의 시편 12편 중 하나이다. NKJV 버전은 이 시편을 "정의에 대한 탄원"이라고 설명한다. 알렉산더 커크패트릭(Alexander Kirkpatrick)은 이 시편을 "판관 중의 판관으로서의 하나님의 환상"으로 본다.
시편은 유대교, 가톨릭, 루터교, 성공회 및 기타 개신교 전례의 정규 부분을 형성한다. 음악의 주제가 되었다.

## 내용
1. 하나님은 신들의 모임 가운데에 서시며 하나님은 그들 가운데에서 재판하시느니라
2. 너희가 불공평한 판단을 하며 악인의 낯 보기를 언제까지 하려느냐 (셀라)
3. 가난한 자와 고아를 위하여 판단하며 곤란한 자와 빈궁한 자에게 공의를 베풀지며
4. 가난한 자와 궁핍한 자를 구원하여 악인들의 손에서 건질지니라 하시는도다
5. 그들은 알지도 못하고 깨닫지도 못하여 흑암 중에 왕래하니 땅의 모든 터가 흔들리도다
6. 내가 말하기를 너희는 신들이며 다 지존자의 아들들이라 하였으나
7. 그러나 너희는 사람처럼 죽으며 고관의 하나 같이 넘어지리로다
8. 하나님이여 일어나사 세상을 심판하소서 모든 나라가 주의 소유이기 때문이니이다

### 히브리어 버전
| 절 | 내용                                                   |
| -- | ------------------------------------------------------ |
| 1  | לַֽמְנַצֵּ֬חַ \| עַל־הַגִּתִּ֬ית לְאָסָֽף                                 |
| 2  | א מִזְמ֗וֹר לְאָ֫סָ֥ף אֱלֹהִ֗ים נִצָּ֥ב בַּֽעֲדַת־אֵ֑ל בְּקֶ֖רֶב אֱלֹהִ֣ים יִשְׁפֹּֽט         |
| 3  | ב עַד־מָתַ֣י תִּשְׁפְּטוּ־עָ֑וֶל וּפְנֵ֥י רְ֜שָׁעִ֗ים תִּשְׂאוּ־סֶֽלָה                 |
| 4  | ג שִׁפְטוּ־דָ֥ל וְיָת֑וֹם עָנִ֖י וָרָ֣שׁ הַצְדִּֽיקוּ                         |
| 5  | ד פַּלְּטוּ־דַ֣ל וְאֶבְי֑וֹן מִיַּ֖ד רְשָׁעִ֣ים הַצִּֽילוּ                       |
| 6  | ה לֹ֚א יָֽדְע֨וּ \| וְלֹ֬א יָבִ֗ינוּ בַּֽחֲשֵׁכָ֥ה יִתְהַלָּ֑כוּ יִ֜מּ֗וֹטוּ כָּל־מ֥וֹסְדֵי אָֽרֶץ |
| 7  | ו אֲֽנִ֣י אָ֖מַרְתִּי אֱלֹהִ֣ים אַתֶּ֑ם וּבְנֵ֖י עֶלְי֣וֹן כֻּלְּכֶֽם                  |
| 8  | ז אָכֵ֥ן כְּאָדָ֣ם תְּמוּת֑וּן וּכְאַחַ֖ד הַשָּׂרִ֣ים תִּפֹּֽלוּ                     |
| 9  | ח קוּמָ֣ה אֱ֖לֹהִים שָׁפְטָ֣ה הָאָ֑רֶץ כִּֽי־אַתָּ֥ה תִ֜נְחַ֗ל בְּכָל־הַגּוֹיִֽם           |

## 기독교
예수님은 요한복음 10장 34절의 6절을 인용하신다. 6절 하반절 "너희는 다 지극히 높으신 이의 아들이라"는 요한이 인용한 본문에는 나오지 않는다. 커크패트릭(Kirkpatrick)은 웨스트콧 주교의 말을 인용하여 이 본문에 대해 다음과 같이 말했다. "그리스도는 하나님과 사람의 연합을 선포하셨다."
예수님은 엘로힘(신들)이 심판과 정죄의 형태로 하나님의 말씀을 받는 시편 82편을 직접 언급하셨다. 자신을 고발한 사람들에 대해 예수는 토라에 이미 확립된 선례에 호소하고 있었는데, 그 선례는 하나님의 거룩한 자들 또는 그의 신성한 회의를 "신들"(엘로힘)이라고 불렀다. 영국 교회의 공동 기도서에서 이 시편은 그 달 16일 저녁에 읽도록 지정되어 있다.
성토요일을 위한 동방 정교회와 동방 가톨릭 저녁예배(Vesperal Liturgy)에서 시편 82편(칠십인역 81편)은 지옥의 괴로움 동안 악하고 타락한 천사들이 그들에게 선고를 내리는 지점을 나타낸다.